# Іван Кущник
Іва́н Ку́щник (Йоан Кущник, V століття, Константинополь) — візантійський, чернець, сподвижник та святий.
Преподобний Іван Кущник, син багатих і знатних батьків, що жили в Константинополі у V столітті, отримав прекрасне виховання. Він любив читати духовні книги. Зрозумівши марність мирського життя, він попросив батьків подарувати йому Євангеліє і таємно віддалився в монастир у Віфінії. В обителі «Незасинаючих» прийняв чернече постриження. Молодий чернець зі старанністю почав трудитися в обителі, дивуючи братію своєю безперестанною молитвою, покірливою слухняністю, суворою стриманістю і терплячістю у виконанні обов'язків.
Помер святий в середині V століття, йому було не більше 25 років. Над місцем його поховання батьки побудували храм. Пам'ять — 15 січня.